# Europäische Sumpfschildkröte
Die Europäische Sumpfschildkröte (Emys orbicularis) ist eine kleine bis mittelgroße, fleischfressende und überwiegend im Wasser lebende Schildkröte. Sie ist die einzige Schildkrötenart, die – wenn auch selten – in Mitteleuropa (auch Deutschland) natürlich vorkommt. Ihr Verbreitungsgebiet geht aber weit darüber hinaus, von Nordafrika im Südwesten bis an den Aralsee im Osten.
Ungeachtet des Verbreitungsgebietes gehört die Europäische Sumpfschildkröte zur Familie der Neuwelt-Sumpfschildkröten (Emydidae), nicht etwa zu den nicht näher verwandten Altwelt-Sumpfschildkröten (Geoemydidae). Sie bildet zusammen mit der Sizilianischen Sumpfschildkröte (Emys trinacris) die Gattung Emys. Deren nächste Verwandte sind die Pazifische Sumpfschildkröte (Actinemys marmorata) sowie die Amerikanische Sumpfschildkröte (Emydoidea blandingii). Sie war Reptil des Jahres 2015 in Deutschland.

## Beschreibung

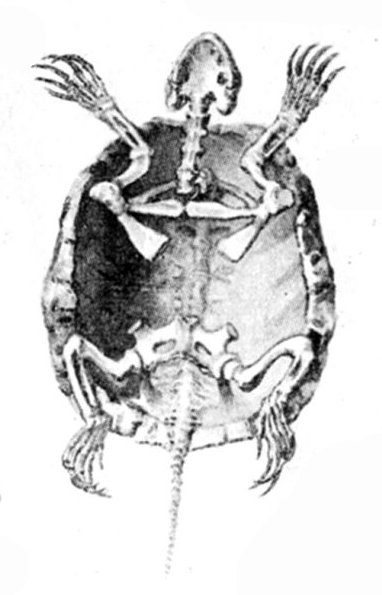
Skelett der Europäischen Sumpfschildkröte

Die Europäische Sumpfschildkröte erreicht je nach Unterart und Geschlecht eine Rückenpanzerlänge von weniger als zwölf Zentimetern bis zu mehr als 20 Zentimetern, wobei nördliche und östliche Unterarten im Allgemeinen größer werden als südliche. Adulte Tiere weisen einen ausgeprägten Geschlechtsdimorphismus auf, wobei die Weibchen größer werden als die Männchen, ihr Gewicht bewegt sich meist zwischen 400 und 700 Gramm. Es kann jedoch in Ausnahmefällen auch ein Gewicht von bis zu 1500 Gramm erreicht werden. Die Färbung der Tiere ist ebenfalls sehr variabel. Gewisse Zeichnungselemente können für einzelne Unterarten typisch sein. Der oft dunkle, braune oder schwarze Rückenpanzer (Carapax) kann ein Muster aus feinen gelben Punkten oder Linien tragen, die oft auf den einzelnen Schilden von einem Zentrum ausstrahlend angeordnet sind. Es gibt aber auch Formen mit dunkler Zeichnung auf hellem Hintergrund. Der Bauchpanzer (Plastron) kann einheitlich gelb, wolkig gefleckt, gesprenkelt, dunkel oder sogar völlig schwarz sein. Meistens zeichnet er sich jedoch durch ein schwarzes Zentrum aus. Die Gliedmaßen und der Hals sind dunkelbraun bis schwarz gefärbt und weisen häufig ebenfalls gelbe Zeichnungselemente auf.
Der Panzer der Europäischen Sumpfschildkröte ist oval und eher flach, bei den Weibchen ist er etwas stärker gewölbt als bei den Männchen. Bauchpanzer und Rückenpanzer sind im Bereich der so genannten Brücke durch eine flexible Knorpelschicht und elastisches, häutiges Gewebe miteinander verbunden. Die mittlere Naht des Bauchpanzers entwickelt sich bei älteren Tieren zu einem Scharnier, das dem vorderen Plastron-Lappen eine gewisse Beweglichkeit ermöglicht.
Gliedmaßen und Schwanz sind von groben Schuppen bedeckt, die Haut von Kopf und Hals ist glatt. Hinter dem Kopf, der breiter als der Hals ist, sieht man eine Hautfalte, die beim Einziehen eine taschenartige Hülle bildet. Das Vorderende des Kopfes ist von oben betrachtet spitzwinklig und die Kiefer tragen unbezahnte scharfe Hornschneiden. Die seitlich im vorderen Bereich des Kopfes sitzenden Augen haben eine runde Pupille. Die Augenfärbung kann je nach Geschlecht unterschiedlich sein: adulte Männchen haben bei einigen Unterarten, insbesondere bei der Nominatform Emys orbicularis orbicularis, eine rötliche Iris, doch meistens haben sie eine bräunliche Irisfärbung vorzuweisen. Die Iris der Weibchen jedoch ist in den meisten Fällen gelb.
Zwischen den fünf Zehen der Vorderbeine und den vier der Hinterbeine spannen sich Schwimmhäute. Alle Zehen sind außerdem mit einer Kralle versehen, wobei besonders die Vorderkrallen bei den Männchen deutlich stärker gekrümmt sind. Die Europäische Sumpfschildkröte gehört zu den langschwänzigen Schildkrötenarten. Besonders ausgeprägt ist das bei Schlüpflingen, aber auch bei ausgewachsenen Tieren erreicht der Schwanz noch die Länge des halben Panzers. Bei männlichen Tieren ist die Schwanzwurzel verdickt, die Kloake liegt deutlich hinter dem Rückenpanzer-Rand.

## Verbreitung

Verbreitungsgebiet

Das Verbreitungsgebiet der Europäischen Sumpfschildkröte reicht von Marokko und Tunesien in Nordafrika über die Iberische Halbinsel, Südfrankreich, Korsika, Italien mit Sardinien und Sizilien, Polen, Ungarn, Rumänien, die Länder der Balkanhalbinsel und ganz Anatolien bis zum Aralsee und in den nördlichen Iran. In Russland reicht die östliche Grenze der Verbreitung bis an den südlichen Ural, die nördliche etwa bis auf die Höhe von Moskau. Das nördlichste Vorkommen gibt es in Litauen. In den Benelux-Ländern, in Tschechien und dem größten Teil von Österreich gibt es im besten Fall noch äußerst spärliche autochthone Bestände. In der Schweiz wurden Sumpfschildkröten in sechzehn Kantonen beobachtet, vor allem im Mittelland und im Tessin. Häufig handelte es sich dabei um illegal ausgesetzte Tiere unterschiedlicher europäischer Herkunft, die keine fortpflanzungsfähigen Populationen bilden konnten, weswegen die Art bis 1994 als in der Schweiz ausgestorben galt. Nachdem Fortpflanzungen von Populationen der Unterart Emys orbicularis orbicularis in den Kantonen Genf, Aargau und Thurgau beobachtet wurden, gilt die Art seit 2005 nicht mehr als in der Schweiz ausgestorben, sondern als vom Aussterben bedroht. Die Genfer Population mit einer Anzahl von ca. 300 Tieren und einer Dichte von 64 Tieren pro Hektar zählt zu den größten Europas. Die wenigen Populationen, die es in Deutschland noch gibt, finden sich überwiegend in Ostdeutschland, so im Gebiet des Großen Stechlinsees. Ein besonders sehenswerter Bestand findet sich in der Woiwodschaft Großpolen bei Leszno. Dort wurde unweit des Dorfes Witosław bei Osieczna eigens für sie das Naturschutzgebiet Ostoja żółwia błotnego ausgewiesen.

## Lebensraum
Die Europäische Sumpfschildkröte lebt in stillen oder langsam fließenden Gewässern, im Uferbereich von Binnenseen, in Teichen, Gräben und den Altarmen von Flüssen. Im Süden des Verbreitungsgebietes werden auch Bäche besiedelt. Entlang der Mittelmeerküste dringt sie in die brackigen Zonen der Flussmündungen vor. Stark verkrautete, nährstoffreiche Gewässer mit schlammigem Grund werden bevorzugt. Selbst in schlammigen Viehtränken kann man sie gelegentlich finden. Aus dem Wasser ragende Äste, von Bibern gefällte Bäume, Wurzelstrünke und anderes Totholz werden zum Sonnenbaden benötigt, auch Grashorste, alte Nester von Wasservögeln und ähnliches werden zu diesem Zweck aufgesucht. Ebenfalls wichtig sind flache Stillwasserzonen, die durch die Sonne erwärmt werden.
Für das Überleben der Europäischen Sumpfschildkröte hat es sich als problematisch erwiesen, dass in der Nähe ihrer Wohngewässer stets günstig exponierte, warme Sandhügel oder andere Trockenstandorte für die Eiablage vorhanden sein müssen. Ursprünglich waren die Schildkröten auch in offeneren Vegetationen mit steppenartigem Charakter beheimatet. Ideale Bedingungen findet die Schildkröte beispielsweise in den klaren Bächen des Bruchwaldes des Naturschutzgebietes Zarth im Naturpark Nuthe-Nieplitz in Brandenburg vor. Allerdings kann man sie etwa in Mecklenburg-Vorpommern und in Brandenburg auch in Söllen und Teichen inmitten von Agrarflächen finden. In Hessen existiert eine eigenständige Population am Reinheimer Teich, deren Nachzuchten aus dem Frankfurter Zoo seit 2004 ausgesetzt werden; zudem befindet sich in der Bockenheimer Miquel-Anlage eine kleine Population. In Österreich findet sich in den Donauauen östlich von Wien die letzte natürlich fortpflanzende Population sowie einige ausgesetzte Exemplare am Wienerberg im Gemeindegebiet Wiens. In Mittelfrankreich und in Polen sind Vorkommen in Teichlandschaften bekannt, die für die Fischzucht angelegt wurden.

## Lebensweise

### Fortpflanzung

#### Paarung

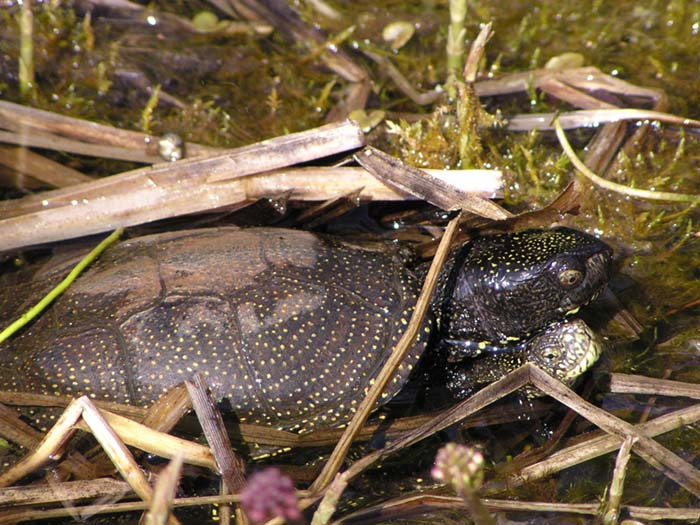
Bei der Paarung

Je nach geographischer Lage und Geschlecht variiert der Eintritt der Geschlechtsreife bei den Europäischen Sumpfschildkröten sehr stark. Männchen in Südspanien werden bereits mit vier Jahren geschlechtsreif, Weibchen in kälteren Regionen dagegen teilweise erst mit 18 Jahren, im Mittel liegen die Werte bei 8 bis 10 Jahren. Die Paarungsaktivitäten beginnen im zeitigen Frühjahr, oft schon im Februar oder März nach Beenden der Winterstarre. Die Männchen treiben die Weibchen ins Wasser, steigen auf und klammern sich am Rückenpanzer fest. Mit schwingenden Kopfbewegungen und Schnappen bringen sie die Weibchen dazu, den Kopf einzuziehen. Das führt dazu, dass die Kloake weiter aus dem Panzer ragt, so dass der Penis eingeführt werden kann.

#### Eiablage

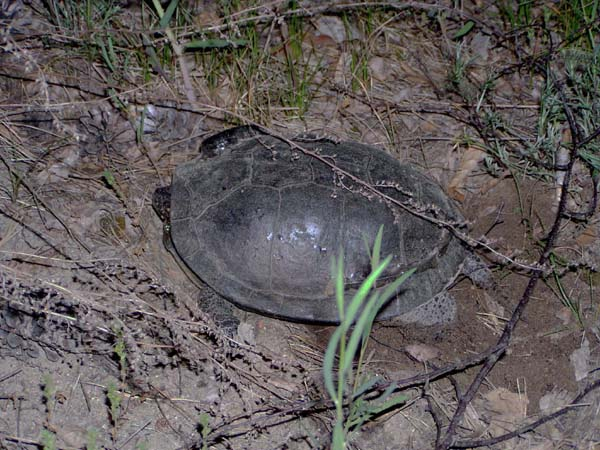
Weibchen bei der Eiablage

Die Eiablagen finden überwiegend im Laufe des Juni statt, wobei die Weibchen meist jedes Jahr zu denselben Ablageplätzen wandern. Auf der Suche nach einem geeigneten Eiablageplatz können sie große Strecken zurücklegen, in der Regel sind die Nester aber weniger als 500 Meter von ihrem normalen Aufenthaltsgewässer entfernt. Für die Eiablage werden trockene, sandige, der Sonnenwärme ausgesetzte Stellen benutzt, die nur schwachen Bewuchs aufweisen. Nach Süden orientierte Hänge, Böschungen, Waldränder etc. werden bevorzugt. Gelegentlich werden auch weniger geeignete Stellen mit feuchtem oder schlammigem Boden aufgesucht, sogar Äcker oder ungeteerte Straßen werden nicht verschmäht. Die Eiablage findet in den Nachmittags- und Abendstunden sehr warmer Tage statt. Zuerst wird mit den Hinterbeinen eine etwa zehn Zentimeter tiefe Nesthöhle ausgegraben, die sich unter einer engen Öffnung birnenförmig erweitert. Harter Boden kann mit Wasser aufgeweicht werden, das die Schildkröte in ihren Analsäcken mitführt. Nach der Ablage wird das Nest sorgfältig verschlossen und der Boden verfestigt, so dass die Stelle nur noch für kurze Zeit an der etwas dunkleren Färbung der Erde zu erkennen ist.
Die Gelege umfassen im Durchschnitt 9 bis 15 Eier, aber auch Gelege mit mehr als 20 Eiern wurden schon gefunden. In den nördlichen Teilen des Verbreitungsgebietes ist die durchschnittliche Anzahl Eier pro Ablage größer, in den südlichen ist sie kleiner, dafür folgt dort meist ein zweites Gelege im Sommer. Die Eier sind etwa 20 bis 25 Millimeter lang und sechs bis zehn Gramm schwer.

#### Schlupf der Jungtiere

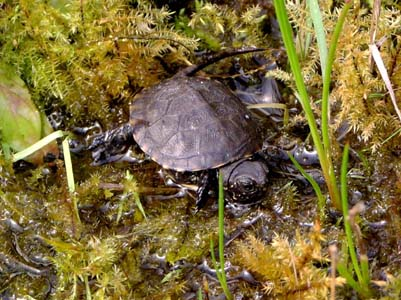
Schlüpfling der Europäischen Sumpfschildkröte

Die Jungtiere schlüpfen im Spätsommer nach etwa 80 bis 120 Tagen mit einer Panzerlänge (SCL) von durchschnittlich 2–3 cm und einem Gewicht von 4 bis 6 Gramm. Mit Hilfe des Eizahnes auf der Schnauzenspitze ritzen sie die Schalen in der Nähe eines Ei-Poles an und strecken zunächst Nase und ein Vorderbein heraus, anschließend wird die restliche Schale mit den Vorderbeinen weggedrückt. Der gesamte Schlupfvorgang dauert mehrere Stunden, und die Schlüpflinge verharren meist auch danach noch einige Zeit in der Nisthöhle. In den nördlichen Arealteilen überwintern sie teilweise sogar darin. Nach Verlassen des Nestes suchen sie das nächstliegende Gewässer auf und halten sich dort bevorzugt in dichter, schützender Unterwasservegetation auf.

#### Geschlechtsausbildung
Die Europäische Sumpfschildkröte wird seit den wegweisenden Arbeiten von Claude Pieau (ab 1974) zu den Reptilien mit temperaturabhängiger Geschlechtsbestimmung gezählt. Werden ihre Eier im Inkubator bei Temperaturen unter 28 °C bebrütet, so schlüpfen männliche Jungtiere. Bei Bruttemperaturen oberhalb von 29,5 °C sind die Schlüpflinge überwiegend weiblich. Zwischen 28 und 29,5 °C können beide Geschlechter erbrütet werden.
Neuere Forschungen zeigen, dass sich die Situation im Freiland weit komplexer darbietet als unter kontrollierten Laborbedingungen. Vieles deutet darauf hin, dass die temperaturgesteuerte Geschlechtsbestimmung (TSD) bei Freiland-Bruten einen starken genetischen Beitrag überlagert. Bei Emys orbicularis wirken wahrscheinlich TSD und GSD (genotypic sex determination) zusammen. Für dieses Zusammenwirken spricht, dass in den nördlichen Randregionen des Verbreitungsgebietes, wo während der empfindlichen Phase der Eientwicklung nur selten Bodentemperaturen erreicht werden, die für die Entstehung von weiblichen Schlüpflingen notwendig sind, dennoch genügend Weibchen auftreten, da Weibchen in der Regel deutlich dominieren.

### Ernährung

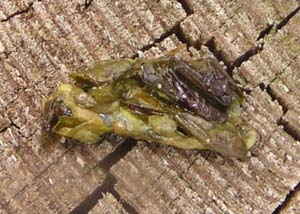
Kotballen

Die Europäische Sumpfschildkröte ernährt sich vor allem von Schnecken, Krebstieren, Insektenlarven und anderen wirbellosen Tieren. Aber auch Kaulquappen, tote Fische oder Aas werden gerne angenommen. Größere Brocken packt sie mit ihren hornigen Kiefern und reißt sie mit den Klauen der Vorderbeine in Stücke, die sie ganz verschlingt. Entgegen den meisten Angaben in der Literatur ist sie nicht nur karnivor, sondern nimmt in allen Altersstufen durchaus auch Wasserpflanzen zu sich, beispielsweise Wasserpest, Algen und Wasserlinsen. Im Kot wurden auch Samen der gelben Teichrose gefunden, wobei nicht ganz klar ist, ob diese zufällig mit anderem Futter aufgenommen wurden.
Die Europäische Sumpfschildkröte ist gelegentlich auch auf dem Land auf Beutesuche anzutreffen, frisst aber ausschließlich im Wasser. Das hängt damit zusammen, dass sie nur unter Wasser schlucken kann. Zum Fressen hält sie größere Nahrung mit den Vorderbeinen fest und reißt Stücke ab. Zum Schlucken stößt sie ruckartig den Kopf vor, und der dabei eintretende Wasserstrom spült den Nahrungsbrocken in den Hals.

### Überwinterung
Die Überwinterung erfolgt im Wasser, das heißt, das Tier begibt sich auf den Grund eines Teiches und fällt dort in die sogenannte Winterstarre, wobei die Nahrungsaufnahme eingestellt und der Stoffwechsel stark reduziert wird. Die Atmung erfolgt nicht mehr über die Lunge, sondern über die Kloakenatmung. Frühere Beobachtungen gingen davon aus, dass der Sauerstoff ausschließlich über die Haut aufgenommen wird.

## Taxonomie und Systematik

### Taxonomie
Bereits Aristoteles erwähnte die Sumpfschildkröte, wobei er von einer „Süßwasserschildkröte“ sprach und bereits den Namen „emys“ (gr. ἑμὺς) verwendete. Im 1. Jahrhundert n. Chr. benutzt Plinius für die Art den Namen „See-Maus“ (lat. mus marinus). Aufgrund der Verhaltensbeschreibung, welche der von Aristoteles gleicht, ist davon auszugehen, dass es sich hierbei um ein und dieselbe Art handelt. Die Europäische Sumpfschildkröte (Emys orbicularis) erhielt im Jahre 1617 von Conrad Gessner die lateinische Bezeichnung Testudo lutaria. Dieser Artname findet sich auch bei Carl von Linné (1758). Linné vergab in seiner „Systema naturae“ versehentlich noch einen anderen Namen, Testudo orbicularis, der später von William Thomas Blanford 1876 nach den heute noch gültigen Nomenklaturregeln zum Artnamen bestimmt wurde. Der Artname orbicularis („mit kleinen Kreisen“) stammt also ursprünglich von Linné und bezeichnet die gelben Punkte auf Haut und Panzer. Im 18. und 19. Jahrhundert wurde meist der auf Johann Gottlob Theaenus Schneider (1783) zurückgehende Name Testudo europaea verwendet. Die zoologische Gattung „Emys“ wurde 1806 von André Marie Constant Duméril beschrieben. George Robert Gray nannte die Europäische Sumpfschildkröte im Jahr 1831 „Cistudo europaea“ („Europäische Schildkröte“). Dieser Name wurde im Jahr 1835 von Gabriel Bibron durch Emys orbicularis ersetzt.
Neben Testudo wurden im vorigen Jahrhundert auch die Gattungsnamen Lutremys, Terrapene und Cistudo verwendet. Die Gattung Emys, zu der neben der Europäischen Sumpfschildkröte seit 2005 auch die Sizilianische Sumpfschildkröte zählt, wurde von Duméril 1806 eingerichtet.

### Äußere Systematik
Die nächsten Verwandten der Europäischen Sumpfschildkröte sind neben der zweiten europäischen Art innerhalb der Gattung Emys, der Sizilianischen Sumpfschildkröte Emys trinacris, die in Nordamerika verbreitete Pazifische Sumpfschildkröte (Actinemys marmorata) sowie die Amerikanische Sumpfschildkröte (Emydoidea blandingii). Als Schwestergruppe dieser Gattungen gilt ein Taxon aus den Vertretern der Dosenschildkröten (Terrapene) und der monotypischen Tropfenschildkröten (Clemmys).
|                                                 | ? Amerikanische Sumpfschildkröte (Emydoidea blandingii) |
|                                                 |                                                         |
|                                                 | ? Pazifische Sumpfschildkröte (Actinemys marmorata)     |
|                                                 |                                                         |
|                                                 | ? Europäische Sumpfschildkröte (Emys orbicularis)       |
|                                                 |                                                         |
|                                                 | ? Sizilianische Sumpfschildkröte (Emys trinacris)       |
| Vorlage:Klade/Wartung/3 Vorlage:Klade/Wartung/4 |                                                         |

|  | Dosenschildkröten (Terrapene) |
|  |                               |
|  | Tropfenschildkröten (Clemmys) |
|  |                               |

|                                                 | ? Amerikanische Sumpfschildkröte (Emydoidea blandingii) |
|                                                 |                                                         |
|                                                 | ? Pazifische Sumpfschildkröte (Actinemys marmorata)     |
|                                                 |                                                         |
|                                                 | ? Europäische Sumpfschildkröte (Emys orbicularis)       |
|                                                 |                                                         |
|                                                 | ? Sizilianische Sumpfschildkröte (Emys trinacris)       |
| Vorlage:Klade/Wartung/3 Vorlage:Klade/Wartung/4 |                                                         |

|  | Dosenschildkröten (Terrapene) |
|  |                               |
|  | Tropfenschildkröten (Clemmys) |
|  |                               |

|                                                 | ? Amerikanische Sumpfschildkröte (Emydoidea blandingii) |
|                                                 |                                                         |
|                                                 | ? Pazifische Sumpfschildkröte (Actinemys marmorata)     |
|                                                 |                                                         |
|                                                 | ? Europäische Sumpfschildkröte (Emys orbicularis)       |
|                                                 |                                                         |
|                                                 | ? Sizilianische Sumpfschildkröte (Emys trinacris)       |
| Vorlage:Klade/Wartung/3 Vorlage:Klade/Wartung/4 |                                                         |

|  | Dosenschildkröten (Terrapene) |
|  |                               |
|  | Tropfenschildkröten (Clemmys) |
|  |                               |

|                                                 | ? Amerikanische Sumpfschildkröte (Emydoidea blandingii) |
|                                                 |                                                         |
|                                                 | ? Pazifische Sumpfschildkröte (Actinemys marmorata)     |
|                                                 |                                                         |
|                                                 | ? Europäische Sumpfschildkröte (Emys orbicularis)       |
|                                                 |                                                         |
|                                                 | ? Sizilianische Sumpfschildkröte (Emys trinacris)       |
| Vorlage:Klade/Wartung/3 Vorlage:Klade/Wartung/4 |                                                         |

|  | Dosenschildkröten (Terrapene) |
|  |                               |
|  | Tropfenschildkröten (Clemmys) |
|  |                               |

### Innere Systematik
Bislang sind über 14 Unterarten der Europäischen Sumpfschildkröte beschrieben worden, die mehreren Gruppen zugeordnet werden.
Es werden davon aber nur noch etwa 11 Unterarten anerkannt.
Die Nominatform stellt die pontische Unterart Emys orbicularis orbicularis (Linnaeus 1758) dar, zu der auch die Tiere in Deutschland gehören. Nach molekularbiologischen Untersuchungen mit 423 Individuen aus dem gesamten Verbreitungsgebiet der Gattung Emys wurden aber sogar 20 verschiedene Entwicklungslinien mit unterschiedlichen Verbreitungsmustern festgestellt, wobei sich sieben Hauptentwicklungslinien herauskristallisierten. Diese sieben Hauptlinien sollen einer Trennung im späten Pliozän entsprechen. Die weitere Aufspaltung deutet auf eine Vielzahl von Rückzugsgebieten innerhalb der Eiszeiten hin. Einer dieser Hauptlinien, dem Haplotyp III, wurde 2005 der Status einer eigenständigen Art zugewiesen, Sizilianische Sumpfschildkröte (Emys trinacris).

#### Occidentalis-Gruppe
Mittelgroße, großköpfige Sumpfschildkröte mit sehr langer Intergularnaht und geschnörkelter, vermiformer Kopfzeichnung auf schwarzem oder dunklem Grund. Vorderbein meist mit zwei gelben Streifen. Beide Geschlechter gleich groß. Männchen mit gelber, weißer oder brauner Iris.
- Nordafrikanische Sumpfschildkröte Emys orbicularis occidentalis Fritz, 1993 – dunkel gefärbte Unterart, Schlüpflinge mit dunkler Zeichnung auf Bauchpanzer, maximal 15 cm Carapaxlänge; Vorkommen: Marokko, Algerien, Tunesien
- Iberische Sumpfschildkröte Emys orbicularis hispanica Fritz, Keller, Budde, 1996 – hellere Unterart, Schlüpflinge mit dunkler Zeichnung auf Bauchpanzer, maximal 17 cm SCL; Vorkommen: Coto de Doñana (Spanien)
- Ostspanische Sumpfschildkröte Emys orbicularis fritzjuergenobsti Fritz, 1993 – hellere Unterart mit auffallend schmalem Panzer, Bauchpanzer meist einfarbig gelb, maximal 15 cm SCL; Vorkommen: spanische Mittelmeerküste

#### Galloitalica-Gruppe
Kleine bis mittelgroße Sumpfschildkröten mit schmalem, rechteckigen Nuchale. Vorderbein meist nur mit einem gelben Streifen. Männchen kleiner als Weibchen und mit weißer oder gelblicher Irisfärbung. Schlüpflinge mit kleiner bis mäßig großer dunkler Plastralfigur.
- Mittelländische Sumpfschildkröte Emys orbicularis galloitalica Fritz, 1995 – Unterart mit stark unterschiedlicher Rückenpanzerfärbung, Bauchpanzer meist gelb, maximal 16,5 cm, meist aber unter 15 cm SCL; Vorkommen: Süd-, Westfrankreich und Italien
- Korsische Sumpfschildkröte Emys orbicularis lanzai Fritz, 1995 – Bauch- und Rückenpanzer dunkel, maximal 15 cm SCL; Vorkommen: Korsika
- Sardische Sumpfschildkröte Emys orbicularis capolongoi Fritz, 1995 – helle Unterart, Bauchpanzer einfarbig gelb, nur selten mit dunklen Flecken, maximal 14,5 cm SCL; Vorkommen: Sardinien
- Ligurische Sumpfschildkröte Emys orbicularis ingauna Jesu et al., 2004 – Rückenpanzer einheitlich kastanienbraune Färbung,  gelbe Linie an den Vorderbeinen bei Weibchen und vielen Männchen, max. 15 cm SCL; Vorkommen:im Ingauna-Gebirgszug im westlichen Ligurien[12]

#### Orbicularis-Gruppe
Sehr dunkel gefärbte, vorwiegend mittelgroße bis große Sumpfschildkröte. Plastron zumindest bei Männchen größtenteils schwarz, Nuchale grundsätzlich trapezförmig. Vorderbein meist mit nur einem schmalen gelben Streifen. Männchen mit roter Iris und kleiner als Weibchen. Plastra von Männchen gelegentlich mit charakteristischer Sprenkelung auf dunklem Grund. Schlüpflinge mit ausladender, großer dunkler Plastralfigur.
- Pontische Sumpfschildkröte Emys orbicularis orbicularis (Linnaeus, 1758 sensu lato) – U. Fritz beschreibt zwei neue Unterformen, die Unterform 1 als vorwiegend schwarz mit nur wenigen, hellen Kehlflecken, bis maximal 23 cm SCL, die Unterform 2 als etwas heller mit häufig gelbem Bauchpanzer und hellerer Kehlfärbung bei Weibchen, maximal 20 cm SCL; Vorkommen: Unterform 1, von Polen bis an den Aralsee, Unterform 2, Mittelfrankreich, Donau-Einzugsgebiet, Deutschland, Westpolen, in den beiden letzten Habitaten möglicherweise Mischformen mit Unterform 1

- Eiselts Sumpfschildkröte Emys orbicularis eiselti Fritz, Baran, Budak, Amthauer, 1998 – nahezu einfarbig schwarz, bis 13 cm SCL; Vorkommen: Südostanatolien

Die Kolchische Sumpfschildkröte Emys orbicularis colchica Fritz, 1994 und Zentralanatolische Sumpfschildkröte Emys orbicularis luteofusca Fritz, 1989 wurden nach genetischer Untersuchung wieder der Nominatform Emys orbicularis orbicularis zugeordnet.

#### Hellenica-Gruppe
Nur eine Unterart wurde bisher beschrieben:
- Ostmediterrane Sumpfschildkröte Emys orbicularis hellenica (Valenciennes in Bibron, Bory de Saint-Vincent, 1832) – Tiere regional sehr unterschiedlich groß, von 10 cm bis über 19 cm SCL. Rückenpanzer dunkel, Bauchpanzer meist gelb, manchmal mit verwaschener dunkler Zeichnung. Männchen und Weibchen unterscheiden sich in der Färbung, bei Weibchen ist die Kehle einfarbig gelb. Männchen unregelmäßig gezeichnet; Vorkommen: Italien, Balkan

#### Iberica-Gruppe
Kleine bis mittelgroße Sumpfschildkröten mit gelben Kehlen, Nuchale grundsätzlich trapezförmig, Männchen mit braun/schwarz reticulierter Kopfzeichnung, Weibchen mit gelben Punkten auf dunklem Grund. Weibchen kleiner als Männchen, Iris von Männchen rötlich. Schlüpflinge mit ausladender, großer, dunkler Plastralfigur. Die Unterart Georgische Sumpfschildkröte Emys orbicularis iberica Eichwald, 1831 wird nach genetischer Untersuchung als Synonym für Emys orbicularis persica vorgeschlagen. Ebenfalls als Synonym von Emys orbicularis persica wird die Kurdische Sumpfschildkröte (Emys orbicularis kurae  Fritz, 1994) und die Orientalische Sumpfschildkröte Emys orbicularis orientalis  Fritz, 1994 gesehen.
- Persische Sumpfschildkröte Emys orbicularis persica Eichwald, 1831 – dunkler Rückenpanzer, häufig mit ganz feinen gelben Punkten, maximal 18 cm SCL, meist kleiner; Vorkommen: Iran, Turkmenistan

## Gefährdung

### Fressfeinde
Die Schlüpflinge und Jungtiere haben zahlreiche Feinde: Wildschwein, Dachs, Fuchs und andere graben die Gelege aus. Krähen, Raben, Elstern, Reiher und andere große Vögel verfolgen die Schlüpflinge. Katzen und Hunde verschleppen sie. Sobald die Jungtiere im Wasser sind, warten Hecht und Wels auf die Beute. Erwachsene Tiere hatten dagegen bislang relativ wenige Fressfeinde. Insbesondere der eingeschleppte Waschbär ist, neben einigen anderen Neozoen, in den letzten Jahren allerdings zu einem Problem für alle Entwicklungsstadien der Europäischen Sumpfschildkröte geworden. Er ist in der Lage, die Panzer selbst von ausgewachsenen Exemplaren zu öffnen.

### Weitere Gefährdungsgründe
Die Art ist vor allem durch die Folgen menschlicher Eingriffe in ihren Lebensraum bedroht: Trockenlegung von Sümpfen und Feuchtgebieten, Gewässerkorrekturen, die Zersiedelung der Landschaft und Zerstörung der Eiablageplätze setzen den Schildkröten stark zu. Während Emys orbicularis früher in großen Mengen als Fastenspeise gefangen und verzehrt wurde, ist der Straßenverkehr heute wohl die größte Gefahr. Auf der Suche nach Nistplätzen oder auf dem Weg zurück in das Gewässer werden die Weibchen bei der Überquerung von Straßen häufig überfahren. Auch die Fischerei hat dort, wo sie mit Reusen betrieben wurde, viele Opfer gefordert, denn die Schildkröten ertrinken in den Fischreusen unweigerlich. Die IUCN stuft die Europäische Sumpfschildkröte als potenziell gefährdet („near threatened“) ein. In Deutschland gilt sie als vom Aussterben bedroht.

### Schutzmaßnahmen
Die Europäische Sumpfschildkröte ist in der Europäischen Gemeinschaft durch die Fauna-Flora-Habitat-Richtlinie, Anhang IV geschützt. In Deutschland unterliegt sie damit gemäß § 42, Abs. 2, Nr. 1 und 2 des Bundesnaturschutzgesetzes (BNatSchG) einem Besitz- und Vermarktungsverbot. Tiere, die nachweislich aus legaler Zucht stammen, sind von diesen Verboten ausgenommen. Für sie besteht aber eine Meldepflicht bei den zuständigen Artenschutzbehörden. Darüber hinaus ist es verboten, wildlebende Sumpfschildkröten zu fangen, zu verletzen, zu töten oder sie in ihrer Fortpflanzung zu stören. Die Art ist zudem auch im Anhang II der FFH-Richtlinie geführt. Die Mitgliedsstaaten müssen damit für die Erhaltung der Art besondere Schutzgebiete ausweisen.
Artenschutzprojekte für die letzten noch einigermaßen intakten Populationen gibt es im deutschsprachigen Raum im Land Brandenburg durch die Naturschutzstation Rhinluch/Linum und im Nationalpark Donau-Auen in der Nähe von Wien. Darüber hinaus gibt es Wiederansiedlungsprojekte in Hessen, Rheinland-Pfalz, Mecklenburg-Vorpommern und in Niedersachsen.